# A légy 2.
A légy 2. egy 1989-es sci-fi-horrorfilm, ami a három évvel korábbi A légy című film folytatása. Ebben a transzportálógép által szörnnyé változott tudós, Seth Brundle fia, Martin a főszereplő, akit Eric Stoltz alakít.

## Szereplők
| Szerep         | Színész        | Magyar hang    |
| -------------- | -------------- | -------------- |
| Martin Brundle | Eric Stoltz    | Bolba Tamás    |
| Beth Logan     | Daphne Zuniga  | Somlai Edina   |
| Anton Bartok   | Lee Richardson | Kristóf Tibor  |
| Stathis Borans | John Getz      |                |
| Dr. Jainway    | Ann Marie Lee  | Fazekas Zsuzsa |
| Scorby         | Garry Chalk    | Balázsi Gyula  |

## Cselekmény
|  | Alább a cselekmény részletei következnek! |

A történet néhány hónappal az első film vége után kezdődik. A Brundle gyermekével terhes Veronica Quaife-t a tudós korábbi munkáltatójához, Anton Bartok kutatóintézetébe viszik, mikor elindul nála a szülés. Miután az orvosok világra segítik az eredetileg bábban lévő magzatot a nő meghal. A bábban ezután egy látszólag teljesen egészséges fiúcsecsemőt találnak, akit Martinnak neveznek el. Bartok magához veszi a fiút és mint pótapja neveli, mindennek valódi oka persze az, hogy a fiú fizikai változásait megfigyelje.
Martin életciklusa sokkal gyorsabb, mint a normál embereké, három év múlva már egy tízéves fiúnak felel meg, aki közben összebarátkozik egy kutyával a kísérleti állatok közül. Egyik nap azonban nem találja a kutyát, majd egy rövid nyomozás után egy kísérleti csarnokban látja viszont, ahol az apja transzportálógépével kísérleteznek. A kutyát, mint tesztalanyt áttranszportálják egyik hordóból a másikba, de onnan agresszív és szörnyen eltorzult állapotban kerül elő, aki az egyik kutatót is megharapja. Bartok észreveszi a jelenet tanújaként rémülten felkiáltó fiút, majd igyekszik megnyugtatni.
Két évvel később, ötévesen Martin már egy húszéves fiatalembernek felel meg, aki fotografikus emlékezettel rendelkezve hamar tudóssá képezte magát. Bartok segítségével megkapja a transzportálógép tökéletesítésének feladatát, aki még apja kutatási anyagát is rendelkezésre bocsátja, titkon remélve, hogy a fiú tehetségével minél hamarabb működőképes és így profitot is termelő találmányt kap. Martin összeismerkedik egy intézetben dolgozó lánnyal, Beth Logannel és nemsokára romantikus viszonyba is kerülnek. A fiú Beth-t is beavatja mivel foglalkozik, majd később a lány elhívja egy munkahelyi összejövetelre.
Az összejövetelen a fiú fülét megüti egy beszélgetés az intézet egyik fontos „eredményéről”, ezt hallva gyanút fog és kisétál a helyiségből arra, amerről a beszélgetők jöttek. Nemsokára egy földbe süllyesztett karámhoz ér, ahol szívbemarkoló látvány fogadja: a karámban az az eltorzult külsejű kutya tengődik, amelyikkel azelőtt összebarátkozott és ami a sikertelen kísérlet során torzult el. Ráadásul Bartók korábban azzal nyugtatta, hogy a kutyát elaltatták. Itt talál rá Beth, de a fiú haragjában megvádolja, hogy biztos ő is tudott a dologról és elveszi a belépőkártyáját is, ami számára is belépést biztosított a transzportálógéphez. Később Martin visszalopódzik a karámhoz, majd bemegy a kutyához. A kezdetben agresszív állat felismeri, így azonnal megszelídül. A fiú megnyugtatja, megsimogatja, majd a magával hozott kloroformmal elaltatja.
Másnap Martin folytatja tovább a gép tesztelését, közben Bartok érdeklődik nála tud e valamit a tegnapi „károkozásról”. A fiú persze nemmel felel. Bartok tudja, hogy hazudik, így nyilvánvalóvá válik számára, hogy Martin már a saját maga ura, ahogy Martin is tudja, hogy többé nem bízhat a férfiban. Közben Martinnak sikerül megjavítania a gépet, és visszajuttatva a belépőkártyát Beth-hez meghívja a lányt. Ott egy ajándékcicát hoz neki, akit előtte a lány megdöbbenésére és tiltakozása ellenére áttranszportál a gépen, ahonnan sértetlenül kerül ki, ezzel megmutatva, hogy célba ért, a gép tökéletesen működik. (Korábban a lány kaktuszával nem volt ilyen szerencsés.) Ezután a cica már a lányhoz kerül.
Martin időközben rájön mi történt az apjával, és hogy ő is hordozza a légygéneket, így rá is hasonló sors vár, mint az apjára. Viszont azt is sikerül kiderítenie, hogy ha egy másik, egészséges emberrel együtt transzportálja át magát kicserélődhet a hibás gén a másik ember egészséges génjeivel, de így a másik ember degenerálódik. Miután a fiúnál elkezdődik a változás kiderül Bartok valódi szándéka is: a fiú biológiai változásainak megfigyelése és a transzportálógép működtetése, mindkettőt önös és anyagi érdekből. Martin rettentő dühös lesz és némi törés-zúzás után megszökik az intézetből. Bartok azonban nem tudja használni a gépet Martin nélkül, mert a fiú jelszóval védte le és rossz jelszóval törlődik az egész program.
A fiú először Beth-hez megy, akit korábban kirúgtak az intézetből, majd innen ketten szöknek tovább anyja egykori kollégáját, Stathis Boransot megkeresni, hátha ő tud segíteni. El is jutnak Boranshoz, aki a korábbi események hatására inni kezdett, és ironikusan meg is jegyzi Martinról, hogy „teljesen olyan mint az apja”, mivel a fiún egyre jobban láthatóak a fizikai változás jelei. Borans csak a megcsonkított kezét és lábát tudja megemlíteni az apjával való találkozással kapcsolatban, érdemben segíteni ő sem tud, leszámítva, hogy az autóját a párnak adja a további menekülésükhöz.
Martin és Beth egy motelszobában tanakodnak mi legyen, de a fiú már intenzíven kezd átalakulni, lassan bebábozódik. A lány is tudja, hogy csak egy másik ember feláldozása nyújthatna megoldást, de végül jobb ötlet híján értesíti Bartokékat, hogy legalább biztonságosabb, ellenőrzöttebb körülmények között menjen végbe az átalakulás. Martin visszakerül az intézetbe, ahol teljesen bebábozódik, közben Bartók Beth-től szeretné a jelszót megtudni a gép rendszereihez, de azt a lány sem ismeri. Ezalatt a fiú átalakulása véget ér és kitör a gubójából, ahonnan egy hatalmas hat végtagú szörnyként, „Martin-légyként” kerül ki. Ezután elbújik az intézet félreeső részein. Érdekes módon a gondolkodása és állatszeretete is megmarad, a ráuszított őrzővédő kutyákat nem bántja, még meg is simogatja őket. (Amúgy azok sem merik őt.) Viszont az útjába kerülő embereknek nem kegyelmez, számos embert megfojt vagy leköp a már ismert maró légynyállal Bartok csatlósai közül, de olyan is akad, akit a felfordulásban baleseti halál ér.
Bartok lezárja a csarnokot ahol a gép van és ahova Beth-szel visszahúzódott, így Martin nem tud az áldozatain lévő belépőkártyákkal bejutni, de a tetőablakon keresztül beugorva így is bejut. Miután Bartok minden közvetlen embere meghalt csak a férfi áll közte és a halálra rémült Beth között. Bartok pisztollyal rálő Martin-légyre, aki össze is esik. A férfi megközelíti a szörnyeteget, hogy ellenőrizze meghalt e, de amikor közel ér Martin elkapja, kicsavarja kezéből a pisztolyt, majd magával vonszolva a férfi kezével beírja a jelszót a számítógépbe: DAD, azaz APA. A rendszer azonnal aktiválódik és a sikertelenül ellenkező Bartokkal együtt Martin-légy beszáll a hordóba. Ismét a férfi kezét használja, amikor vele mutatja Bethnek, hogy nyomja le a transzportálást elindító gombot, amit ő némi hezitálás után megtesz.
A csarnokon kívül már erősítés érkezett, de ők sem tudnak bejutni, mire sikerül a gép már eltranszportálta Martint és Bartokot. A transzportálás után kinyílik második hordó és először egy masszaszerű, alaktalan tömeg bukkan elő belőle, ami a groteszk szörnnyé korcsosult Bartok, mögötte viszont az egészséges Martin bújik meg, akit Beth szabadít ki a nyálka alól. A film végén a szörny-Bartok ugyanabba a karámba kerül, ahol azelőtt Martin kutyája sínylődött.
|  | Itt a vége a cselekmény részletezésének! |

## Érdekességek
- „Martin-légy” apjához, „Brundle-légyhez” képest nagyobb, erősebb, fejlettebb teremtmény, mindennek okaként azt jelölték meg a készítők, hogy Martin eredendően mutáns, míg apja utólagosan vált azzá. Martin-légy Brundel-légyhez hasonlóan technikusok által mozgatott báb volt.
- A rendezést az eredetileg trükktechnikus Chris Walas végezte, akinek ez volt az első filmrendezése, így az ilyenfajta gyakorlatlansága is oka lehet a film közvéleményesen nem túl magas színvonalának.
- Több vélemény szerint is az első film drámai vonulatához képest a folytatás nem sikerült túl jóra, kifogásolták a történet, a látványvilág és a színészi teljesítmények gyengeségeit, valamint azt, hogy (talán ezeket leplezendő) durva, gusztustalan és sokkoló jelenetekkel próbálták a filmet valahogy izgalmasabbá tenni. Mivel a rendező, Walas volt a trükktechnikus is, ez magyarázat lehet erre, ettől azonban inkább csak visszataszítóbb lett a film.
- Eredetileg Vincent D’Onofriónak szánták a főszerepet.
- Az előző filmben Geena Davis által játszott Veronica Quaife is felbukkan a film elején, de erre a rövid jelenetre Davis nem akart visszajönni, ezért helyette Saffron Henderson színésznő játszotta a szerepet.

## Fordítás
- Ez a szócikk részben vagy egészben  a   The Fly II című angol Wikipédia-szócikk fordításán alapul.  Az eredeti cikk szerkesztőit annak laptörténete sorolja fel. Ez a jelzés csupán a megfogalmazás eredetét és a szerzői jogokat jelzi, nem szolgál a cikkben szereplő információk forrásmegjelöléseként.